# Anglemont
Anglemont – miejscowość i gmina we Francji, w regionie Grand Est, w departamencie Wogezy.
Według danych na rok 1990 gminę zamieszkiwały 164 osoby, a gęstość zaludnienia wynosiła 28 osób/km² (wśród 2335 gmin Lotaryngii Anglemont plasuje się na 881. miejscu pod względem liczby ludności, natomiast pod względem powierzchni na miejscu 933.).